# Ковалёв, Владислав Антонович
Владислав Антонович Ковалёв (28 июня 1922, деревня Терешино, Смоленская губерния — 22 августа 1991, Москва) — советский литературовед и педагог, доктор филологических наук, профессор.

## Биография
Родился 28 июня 1922 года. Мать, Дарья Михайловна Ковалёва (урожд. Филиппова, 1897—1975), — учительница математики, отец, Антон Семёнович (1890—1922), — кузнец.
В 1931 году мать с сыном переехали в Москву. Окончил столичную среднюю школу № 201. В 1940 году Ковалёв был призван в армию и застал начало Великой Отечественной войны в пограничных войсках Сибирского военного округа. После службы в армии поступил на филфак Иркутского государственного университета. Окончив второй курс, перевёлся на филологический факультет МГУ, который окончил в 1945 году. В 1945—1948 гг. — аспирант ИМЛИ имени А. М. Горького. В 1949 году защитил диссертацию на соискание учёной степени кандидата филологических наук (тема «Повесть Л. Н. Толстого „Хаджи Мурат“»).
Работал учителем русского языка и литературы в вечерней школе (1943—1946), преподавал в Военно-педагогическом институте Советской Армии (1948—1951), в Московском полиграфическом институте (1951—1952).
С 1952 года и до конца жизни Ковалёв работал на факультете журналистики МГУ имени М. В. Ломоносова: сначала на кафедре стилистики русского языка, а затем на кафедре истории русской литературы и журналистики. Основная сфера его научных интересов — творчество Л. Н. Толстого и А. П. Чехова.
26 июня 1970 года на факультете журналистики МГУ Ковалёв защитил диссертацию на соискание учёной степени доктора филологических наук (тема «Своеобразие художественной прозы Л. Н. Толстого»).

## Личность
Благодаря своему необычному подходу к преподаванию, Ковалёв пользовался огромной популярностью у студентов. Например, читая лекции о романе И. А. Гончарова «Обломов», Владислав Антонович надевал халат и наглядно, лёжа на кафедре, демонстрировал студентам, как Илья Ильич Обломов проводил свою жизнь.
Ковалёв написал множество портретов известных людей, которых ему довелось встретить: писателей, литературоведов, деятелей культуры, шахматистов. Это были своего рода мемуарные зарисовки. С этими рассказами он часто выступал на различных вечерах — в Толстовском музее, Доме учёных и др. Иногда он даже подражал голосам и манерам своих героев.
Любил кошек. На протяжении всей жизни Владислав Антонович Ковалёв был страстным любителем шахмат.

## Семья
Жена — Екатерина Михайловна Герасимова (род.1925) — старший научный сотрудник ИМЛИ имени А. М. Горького.
Дочь — Ирина Владиславовна Толоконникова (род. 1957) — кандидат филологических наук, старший научный сотрудник факультета журналистики МГУ имени М. В. Ломоносова.
Внучка — Анна Владимировна Толоконникова (род. 1983) — кандидат филологических наук, доцент кафедры теории и экономики средств массовой информации факультета журналистики МГУ имени М. В. Ломоносова.
Правнуки — Екатерина Евтеева (род. 2006) и Василий Евтеев (род. 2008).

## Основные труды
- Ковалёв В. А. Русская литература XX века (Дооктябрьский период): Учебное пособие для студентов-заочников V курса филологических факультетов и отделений журналистики государственных университетов. — М.: Изд-во Московского университета, 1959.
- Ковалёв В. А. Методические указания по курсу истории русского литературного языка для студентов-заочников 1-3 курсов. — М.: Изд-во Московского университета, 1954, 1955, 1956, 1959, 1961.
- Ковалёв В. А. О стиле художественной прозы Л. Н. Толстого. — М., 1960.
- Ковалёв В. А. «Записки охотника» И. С. Тургенева. Вопросы генезиса. — Л.: Наука, 1980.
- Ковалёв В. А. Поэтика Льва Толстого: Истоки. Традиции. — М.: Изд-во Московского университета, 1983.
- Ковалёв В. А. Творческий путь Л. Н. Толстого (1928—1910). — М.: Изд-во Московского университета, 1988.
- Ковалёв В. А. Творческий путь А. П. Чехова. — М.: Изд-во Московского университета, 1991.
- Ковалёв В. А. Мастерство писателя и публициста / Общ. ред. и прим. И. В. Толоконниковой. — М.: МедиаМир, 2007.
- Ковалёв В. А. Воспоминания. Рядом с талантами / Сост. и науч. ред.: И. В. Толоконникова. — М.: Факультет журналистики МГУ, 2012.

## Награды
- Медаль «За доблестный труд в Великой Отечественной войне» (1946)
- Медаль «В память 800-летия Москвы» (1947)
- Медаль «Ветеран труда» (1986)